# Spasskoïe
Spasskoïe (en russe : Спа́сское) est un village de Russie situé dans l'oblast de Nijni Novgorod, siège administratif du raïon (arrondissement) et du conseil rural du même nom. Son nom signifie « du Sauveur ».

## Géographie
Spasskoïé se trouve à 40 km de la gare ferroviaire de Sergatch, sur la ligne Arzamas-Kanach.

## Histoire
La première mention du village date de 1399. Il est fondé de nouveau en 1622, lorsque les incursions des Tatars ne menacent plus. En 1779-1781, c'est le siège de facto de l'ouïezd de Vassilsoursk, où il entre jusqu'en 1923.
Au XIXe siècle-début du XXe siècle, c'est un marché important de la région. Plusieurs foires ont lieu à cette époque et les produits les plus prisés sont les matières premières du cuir et de la fourrure, transformées dans la volost de Spasskaïa.
Spasskoïé devient le siège administratif du raïon en 1929.

## Église de la Transfiguration-du-Sauveur
L'église de la Transfiguration-du-Sauveur est construite en 1840 avec un autel secondaire consacré à saint Jean l'Évangéliste. L'église a été fermée par les autorités soviétiques et s'est considérablement dégradée jusqu'à sa restauration dans les années 2000 et sa réouverture au culte. Elle dépend de l'éparchie de Lyskovo.

## Population
- 1959: 2581 habitants
- 1979: 2907 habitants
- 2002: 4092 habitants
- 2010: 3997 habitants
- 2021: 4001 habitants